# Liga Femenina de baloncesto 1995-96
La temporada 1995-96 de la Liga Femenina fue la 33.ª temporada de la liga femenina de baloncesto. Se inició en septiembre de 1995 y acabó el 29 de marzo de 1996. Los playoffs sirvieron a Costa Naranja Godella quien ganó al Halcón Viajes en los playoffs 2–0.

## Liga regular
| Pos. | Equipo                 | PJ | G  | P  | PF   | PC   | DP   | Pts | Clasificación o descenso        |
| ---- | ---------------------- | -- | -- | -- | ---- | ---- | ---- | --- | ------------------------------- |
| 1    | Canoe N. C.            | 22 | 18 | 4  | 1977 | 1663 | +314 | 40  | Clasifican a los Playoffs       |
| 2    | Costa Naranja Godella  | 22 | 19 | 3  | 1713 | 1332 | +381 | 40  | Clasifican a los Playoffs       |
| 3    | Sandra Gran Canaria    | 22 | 14 | 8  | 1678 | 1660 | +18  | 36  | Clasifican a los Playoffs       |
| 4    | Halcón Viajes          | 22 | 14 | 8  | 1737 | 1602 | +135 | 36  | Clasifican a los Playoffs       |
| 5    | Banco Luso Español     | 22 | 14 | 8  | 1636 | 1478 | +158 | 36  |                                 |
| 6    | Universitari Barcelona | 22 | 13 | 9  | 1619 | 1551 | +68  | 35  |                                 |
| 7    | Aucalsa Oviedo         | 22 | 10 | 12 | 1605 | 1666 | −61  | 32  |                                 |
| 8    | CB Navarra             | 22 | 8  | 14 | 1453 | 1571 | −118 | 30  |                                 |
| 9    | Cepsa Tenerife         | 22 | 7  | 15 | 1581 | 1740 | −159 | 29  |                                 |
| 10   | Fonxesta Ensino        | 22 | 6  | 16 | 1353 | 1596 | −243 | 28  |                                 |
| 11   | Universidad de Oviedo  | 22 | 5  | 17 | 1558 | 1793 | −235 | 27  | Descenso a Primera División "B" |
| 12   | Cajalón Zaragoza       | 22 | 4  | 18 | 1593 | 1851 | −258 | 26  | Descenso a Primera División "B" |

 Fuente: BRD

### Playoffs
|  | Semifinales             | Semifinales             | Semifinales             | Semifinales             | Semifinales     | Semifinales |                         |                         | Final                   | Final                   | Final | Final | Final | Final |
|  |                         |                         |                         |                         |                 |             |                         |                         |                         |                         |       |       |       |       |
|  |                         |                         |                         |                         |                 |             |                         |                         |                         |                         |       |       |       |       |
|  |                         |                         |                         |                         |                 |             |                         |                         |                         |                         |       |       |       |       |
|  | 2 Costa Naranja Godella | 2 Costa Naranja Godella | 2 Costa Naranja Godella | 2 Costa Naranja Godella | 79              | 77          |                         |                         |                         |                         |       |       |       |       |
|  | 2 Costa Naranja Godella | 2 Costa Naranja Godella | 2 Costa Naranja Godella | 2 Costa Naranja Godella | 79              | 77          |                         |                         |                         |                         |       |       |       |       |
|  | 3 Sandra Gran Canaria   | 3 Sandra Gran Canaria   | 3 Sandra Gran Canaria   | 3 Sandra Gran Canaria   | 58              | 53          |                         |                         |                         |                         |       |       |       |       |
|  | 3 Sandra Gran Canaria   | 3 Sandra Gran Canaria   | 3 Sandra Gran Canaria   | 3 Sandra Gran Canaria   | 58              | 53          | 2 Costa Naranja Godella | 2 Costa Naranja Godella | 2 Costa Naranja Godella | 2 Costa Naranja Godella | 99    | 81    |       |       |
|  |                         |                         |                         |                         |                 |             | 2 Costa Naranja Godella | 2 Costa Naranja Godella | 2 Costa Naranja Godella | 2 Costa Naranja Godella | 99    | 81    |       |       |
|  |                         | 4 Halcón Viajes         | 4 Halcón Viajes         | 4 Halcón Viajes         | 4 Halcón Viajes | 82          | 61                      |                         |                         |                         |       |       |       |       |
|  | 1 Canoe N. C.           | 1 Canoe N. C.           | 1 Canoe N. C.           | 1 Canoe N. C.           | 4 Halcón Viajes | 82          | 61                      | 113                     | 79                      |                         |       |       |       |       |
|  | 1 Canoe N. C.           | 1 Canoe N. C.           | 1 Canoe N. C.           | 1 Canoe N. C.           |                 |             |                         |                         |                         |                         |       |       |       |       |
|  | 4 Halcón Viajes         | 4 Halcón Viajes         | 4 Halcón Viajes         | 4 Halcón Viajes         | 117             | 83          |                         |                         |                         |                         |       |       |       |       |
|  | 4 Halcón Viajes         | 4 Halcón Viajes         | 4 Halcón Viajes         | 4 Halcón Viajes         | 117             | 83          |                         |                         |                         |                         |       |       |       |       |

## Postemporada
- Campeonas de la Liga Femenina 1995-96: Costa Naranja Godella (6º).
- Campeonas de la Copa de la Reina 1995-96: Canoe N. C. (1er título).
- Clasificadas para Euroliga 1996-97: Pool Getafe (tras la cesión de los derechos del Costa Naranja Godella).
- Clasificadas para Copa Ronchetti 1996-97: Sandra Gran Canaria.
- Descendidas a Primera División:  Cajalón Zaragoza (descenso deportivo), Banco Luso Español, Aucalsa Oviedo (renuncian a la categoría) y Costa Naranja Godella (desaparecido).
- Ascendidas de Primera División:  Intercambio Arganda (ascenso deportivo), Inelga-Mejillón de Galicia (en la plaza del Banco Luso Español), Pool Getafe (ocupando la plaza del Costa Naranja Godella, del que es filial) y Bosco Vigo (ocupando la plaza del Aucalsa Oviedo.